# Alessandro Buongiorno
Alessandro Buongiorno (Torino, 6 giugno 1999) è un calciatore italiano, difensore del Napoli e della nazionale italiana.

## Biografia
Nato a Torino, ma di origini campane da parte dei suoi nonni paterni, nel febbraio del 2023 ha conseguito la laurea triennale in Economia aziendale all'Università telematica "Pegaso", presentando una tesi sul modello di marketing del Torino.

## Caratteristiche tecniche
Difensore centrale mancino molto fisico, valente nei contrasti e nel colpo di testa, oltre che abile nell’impostazione del gioco, veloce e con un ottimo senso della posizione. Si distingue per serietà, spirito di squadra, laboriosità e attenzione perpetua durante tutta la partita.
I suoi idoli calcistici sono Alessandro Nesta e Paolo Maldini, ma ha dichiarato d'ispirarsi a Sergio Ramos per il carisma e per la leadership che esprime in campo.

## Carriera

### Club

#### Gli inizi
Cresce nel settore giovanile del Torino, squadra di cui è tifoso e con cui vince una Coppa Italia Primavera.
Nella stagione 2017-2018 viene aggregato alla prima squadra. Esordisce tra i professionisti e in Serie A il 4 aprile 2018, a 18 anni, nella partita vinta per 4-1 contro il Crotone, entrando all'82º minuto ed uscendo per infortunio all'88'.

#### Prestiti al Carpi e al Trapani
Il 10 agosto 2018 viene ceduto in prestito al Carpi, in Serie B, allenato da Fabrizio Castori. Debutta il successivo 25 settembre, in occasione della vittoria esterna contro il Perugia (0-1), subentrando al 66' a Enrico Pezzi. Colleziona 18 presenze durante la stagione, che si conclude con la retrocessione dei biancorossi in Serie C.
L'annata seguente torna al Torino, ma non trova spazio: per questo motivo, nel gennaio 2020 passa a titolo temporaneo al Trapani, in Serie B, dove ritrova come allenatore Castori. Disputa 13 gare in campionato, non riuscendo però a evitare la retrocessione dei siciliani.

#### Torino
Tornato nuovamente al Torino, rinnova il contratto fino al 2024. Il 17 dicembre 2020 fa il suo esordio da titolare in Serie A nella sconfitta per 3-1 contro la Roma. Al termine della stagione totalizza 14 presenze complessive.
L'annata successiva, con l'arrivo sulla panchina granata di Ivan Jurić, trova spazio come difensore centrale nella difesa a 3, entrando stabilmente nelle rotazioni della squadra. Rinnova, inoltre, il proprio contratto fino al 2025.
Nella stagione 2022-2023 diventa definitivamente titolare e il 17 settembre 2022, in occasione della gara Torino-Sassuolo (0-1), indossa per la prima volta la fascia di capitano. Il 3 maggio 2023 segna il suo primo gol in Serie A, nella partita vinta dal Torino per 2-0 sul campo della Sampdoria. A fine stagione rinnova il suo contratto fino al 2028.
Nell'annata 2023-2024 si conferma ad alti livelli e contribuisce in maniera decisiva al 9º posto finale dei granata, realizzando anche 3 gol in campionato.

#### Napoli
Il 13 luglio 2024 viene acquistato a titolo definitivo dal Napoli per 35 milioni di euro più 5 milioni di bonus, firmando un contratto quinquennale che comprende una clausola rescissoria di 70 milioni di euro, valida solo a partire dall'estate 2027. Esordisce il 10 agosto, disputando da titolare il match di Coppa Italia contro il Modena. Il successivo 15 settembre, in occasione della gara esterna contro il Cagliari, valida per la quarta giornata di Serie A, mette a segno la sua prima rete in azzurro, siglando il definitivo 4-0 a favore del Napoli. Titolare della retroguardia dei partenopei, la sua stagione è condizionata da alcuni infortuni: prima una frattura di due vertebre lombari a dicembre, poi un problema agli adduttori rimediato a metà aprile e infine una lesione distrattiva del muscolo adduttore lungo della coscia destra (rimediata il 26 dello stesso mese, nel successo per 2-0 contro il Torino, che lo costringe a concludere anzitempo il suo campionato). Ciononostante, il 23 maggio seguente gli azzurri si laureano campioni d'Italia per la quarta volta nella loro storia, in virtù della vittoria casalinga contro il Cagliari (2-0), valida per l'ultima giornata di Serie A; per Buongiorno si tratta del primo scudetto conquistato in carriera.

### Nazionale

#### Nazionali giovanili
Dopo aver militato nelle nazionali giovanili Under-18 e Under-19, nel 2019 viene convocato dal CT Paolo Nicolato per il campionato mondiale Under-20 in Polonia, chiuso dagli azzurrini al quarto posto. Il 13 ottobre 2020 esordisce in nazionale Under-21, giocando da titolare nella partita vinta per 2-0 contro l'Irlanda a Pisa, valevole per le qualificazioni al campionato europeo di categoria del 2021.

#### Nazionale maggiore
Il 15 dicembre 2022 viene convocato per la prima volta in nazionale dal CT Roberto Mancini, per uno stage dedicato ai giovani giocatori di interesse nazionale.
Nel marzo 2023 riceve la sua prima chiamata ufficiale in vista delle prime due partite di qualificazione al campionato d'Europa 2024 contro Inghilterra e Malta. Nel giugno seguente viene inserito nella lista dei 23 convocati per la fase finale della UEFA Nations League, in sostituzione di Alessandro Bastoni. Il 18 dello stesso mese esordisce in azzurro, giocando da titolare la finale per il terzo posto vinta per 3-2 contro i Paesi Bassi.
Nel giugno 2024 viene convocato dal CT Luciano Spalletti per il campionato d'Europa 2024 in Germania, nel quale tuttavia non viene mai impiegato.

## Statistiche

### Presenze e reti nei club
Statistiche aggiornate al 1º luglio 2025.
| Stagione        | Squadra         | Campionato      | Campionato | Campionato | Coppe nazionali | Coppe nazionali | Coppe nazionali | Coppe continentali | Coppe continentali | Coppe continentali | Altre coppe | Altre coppe | Altre coppe | Totale | Totale |
| Stagione        | Squadra         | Comp            | Pres       | Reti       | Comp            | Pres            | Reti            | Comp               | Pres               | Reti               | Comp        | Pres        | Reti        | Pres   | Reti   |
| --------------- | --------------- | --------------- | ---------- | ---------- | --------------- | --------------- | --------------- | ------------------ | ------------------ | ------------------ | ----------- | ----------- | ----------- | ------ | ------ |
| 2017-2018       | Torino          | A               | 1          | 0          | CI              | 0               | 0               | -                  | -                  | -                  | -           | -           | -           | 1      | 0      |
| 2018-2019       | Carpi           | B               | 18         | 0          | CI              | 0               | 0               | -                  | -                  | -                  | -           | -           | -           | 18     | 0      |
| 2019-gen. 2020  | Torino          | A               | 0          | 0          | CI              | 0               | 0               | -                  | -                  | -                  | -           | -           | -           | 0      | 0      |
| gen.-ago. 2020  | Trapani         | B               | 13         | 0          | CI              | -               | -               | -                  | -                  | -                  | -           | -           | -           | 13     | 0      |
| 2020-2021       | Torino          | A               | 12         | 0          | CI              | 2               | 0               | -                  | -                  | -                  | -           | -           | -           | 14     | 0      |
| 2021-2022       | Torino          | A               | 23         | 0          | CI              | 2               | 0               | -                  | -                  | -                  | -           | -           | -           | 25     | 0      |
| 2022-2023       | Torino          | A               | 34         | 1          | CI              | 4               | 0               | -                  | -                  | -                  | -           | -           | -           | 38     | 1      |
| 2023-2024       | Torino          | A               | 29         | 3          | CI              | 2               | 0               | -                  | -                  | -                  | -           | -           | -           | 31     | 3      |
| Totale Torino   | Totale Torino   | Totale Torino   | 99         | 4          |                 | 10              | 0               |                    | -                  | -                  |             | -           | -           | 109    | 4      |
| 2024-2025       | Napoli          | A               | 22         | 1          | CI              | 1               | 0               | -                  | -                  | -                  | -           | -           | -           | 23     | 1      |
| 2025-2026       | Napoli          | A               | -          | -          | CI              | -               | -               | UCL                | -                  | -                  | SI          | -           | -           | -      | -      |
| Totale Napoli   | Totale Napoli   | Totale Napoli   | 22         | 1          |                 | 1               | 0               |                    | -                  | -                  |             | -           | -           | 23     | 1      |
| Totale carriera | Totale carriera | Totale carriera | 152        | 5          |                 | 11              | 0               |                    | -                  | -                  |             | -           | -           | 163    | 5      |

### Cronologia presenze e reti in nazionale
| Cronologia completa delle presenze e delle reti in nazionale ― Italia | Cronologia completa delle presenze e delle reti in nazionale ― Italia | Cronologia completa delle presenze e delle reti in nazionale ― Italia | Cronologia completa delle presenze e delle reti in nazionale ― Italia | Cronologia completa delle presenze e delle reti in nazionale ― Italia | Cronologia completa delle presenze e delle reti in nazionale ― Italia | Cronologia completa delle presenze e delle reti in nazionale ― Italia | Cronologia completa delle presenze e delle reti in nazionale ― Italia |
| Data                                                                  | Città                                                                 | In casa                                                               | Risultato                                                             | Ospiti                                                                | Competizione                                                          | Reti                                                                  | Note                                                                  |
| --------------------------------------------------------------------- | --------------------------------------------------------------------- | --------------------------------------------------------------------- | --------------------------------------------------------------------- | --------------------------------------------------------------------- | --------------------------------------------------------------------- | --------------------------------------------------------------------- | --------------------------------------------------------------------- |
| 18-6-2023                                                             | Enschede                                                              | Paesi Bassi                                                           | 2 – 3                                                                 | Italia                                                                | UEFA Nations League 2022-2023 - Finale 3º posto                       | -                                                                     |                                                                       |
| 20-11-2023                                                            | Leverkusen                                                            | Ucraina                                                               | 0 – 0                                                                 | Italia                                                                | Qual. Euro 2024                                                       | -                                                                     | 7’                                                                    |
| 21-3-2024                                                             | Fort Lauderdale                                                       | Venezuela                                                             | 1 – 2                                                                 | Italia                                                                | Amichevole                                                            | -                                                                     |                                                                       |
| 9-6-2024                                                              | Empoli                                                                | Italia                                                                | 1 – 0                                                                 | Bosnia ed Erzegovina                                                  | Amichevole                                                            | -                                                                     |                                                                       |
| 6-9-2024                                                              | Parigi                                                                | Francia                                                               | 1 – 3                                                                 | Italia                                                                | UEFA Nations League 2024-2025 - 1º turno                              | -                                                                     | 71’                                                                   |
| 9-9-2024                                                              | Budapest                                                              | Israele                                                               | 1 – 2                                                                 | Italia                                                                | UEFA Nations League 2024-2025 - 1º turno                              | -                                                                     |                                                                       |
| 14-10-2024                                                            | Udine                                                                 | Italia                                                                | 4 – 1                                                                 | Israele                                                               | UEFA Nations League 2024-2025 - 1º turno                              | -                                                                     | 86’                                                                   |
| 14-11-2024                                                            | Bruxelles                                                             | Belgio                                                                | 0 – 1                                                                 | Italia                                                                | UEFA Nations League 2024-2025 - 1º turno                              | -                                                                     |                                                                       |
| 17-11-2024                                                            | Milano                                                                | Italia                                                                | 1 – 3                                                                 | Francia                                                               | UEFA Nations League 2024-2025 - 1º turno                              | -                                                                     |                                                                       |
| 23-3-2025                                                             | Dortmund                                                              | Germania                                                              | 3 – 3                                                                 | Italia                                                                | UEFA Nations League 2024-2025 - Quarti di finale                      | -                                                                     | 29’                                                                   |
| Totale                                                                |                                                                       | Presenze                                                              | 10                                                                    |                                                                       | Reti                                                                  | 0                                                                     |                                                                       |

| Cronologia completa delle presenze e delle reti in nazionale ― Italia under 21 | Cronologia completa delle presenze e delle reti in nazionale ― Italia under 21 | Cronologia completa delle presenze e delle reti in nazionale ― Italia under 21 | Cronologia completa delle presenze e delle reti in nazionale ― Italia under 21 | Cronologia completa delle presenze e delle reti in nazionale ― Italia under 21 | Cronologia completa delle presenze e delle reti in nazionale ― Italia under 21 | Cronologia completa delle presenze e delle reti in nazionale ― Italia under 21 | Cronologia completa delle presenze e delle reti in nazionale ― Italia under 21 |
| Data                                                                           | Città                                                                          | In casa                                                                        | Risultato                                                                      | Ospiti                                                                         | Competizione                                                                   | Reti                                                                           | Note                                                                           |
| ------------------------------------------------------------------------------ | ------------------------------------------------------------------------------ | ------------------------------------------------------------------------------ | ------------------------------------------------------------------------------ | ------------------------------------------------------------------------------ | ------------------------------------------------------------------------------ | ------------------------------------------------------------------------------ | ------------------------------------------------------------------------------ |
| 13-10-2020                                                                     | Pisa                                                                           | Italia under 21                                                                | 2 – 0                                                                          | Irlanda under 21                                                               | Qual. Europeo Under-21 2021                                                    | -                                                                              |                                                                                |
| 18-11-2020                                                                     | Pisa                                                                           | Italia under 21                                                                | 4 – 1                                                                          | Svezia under 21                                                                | Qual. Europeo Under-21 2021                                                    | -                                                                              | 46’                                                                            |
| Totale                                                                         |                                                                                | Presenze                                                                       | 2                                                                              |                                                                                | Reti                                                                           | 0                                                                              |                                                                                |

## Palmarès

### Competizioni giovanili
- Coppa Italia Primavera: 1

Torino: 2017-2018

### Competizioni nazionali
- Campionato italiano: 1

Napoli: 2024-2025